# 瀑布模型
瀑布模型（英語：Waterfall Model），亦稱瀑布模式，是於1970年由溫斯頓·W·羅伊斯等人所發展之系統發展生命周期的模型。該模型將系統發展的過程，大致區分為四個階段：分析、設計、實作、測試，其並且明確的定義每一階段中的工作。當完成一個階段的工作以後，才會進入下一個階段的工作。而依照該模型的系統發展的過程，即如同瀑布一般。經過改良的瀑布模型，在發現上一個階段的工作不夠完善時，尚可以回溯至上一個階段中。

## 階段

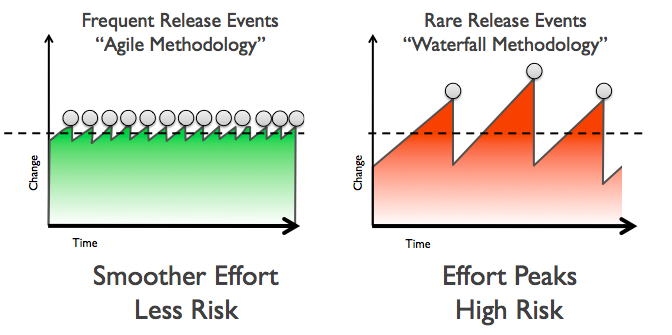
同瀑布模型的大规模的、不频繁的发布頻率（通常以“季”或“年”为单位）相比，敏捷開發模型提升了发布频率（通常以“天”或“周”为单位）

瀑布模型，沒有明確的規定系統開發的過程，應該劃分成多少個階段。當問題較小或是較單純時，其所劃分之階段，可能少至三個。例如：分析階段、設計階段、實施階段。若面對的問題較大或是較複雜時，其所劃分之階段，可能即需要再細分至十個。例如：在分析階段中，細分為可行性分析階段、需求分析階段、系統分析階段；在設計階段中，細分為概念性設計階段、細部設計階段；在實施階段中，細分為程式編輯與單元測試階段、整合測試階段、安裝與系統測試階段、教育訓練階段、操作與維護階段。

## 優點與缺點
當運用瀑布模型來開發小型的系統或是較為簡單的系統時，在每一階段中所必需交付的文件與任務，對於系統開發者而言，是較為明確的，並且是易於管理的。不過，該模型的缺點，是必須直到系統開發的最後階段，才會有成果出現，而使得系統開發的風險，比起其它系統發展生命周期模型而言，是較高的。另外，若是在分析階段中的工作，做得不夠明確與嚴謹，則在設計階段與實作階段中的工作，將難以實行。